# Brad Drewett
Brad Drewett (Maclean, 19 luglio 1958 – Sydney, 3 maggio 2013) è stato un tennista e dirigente sportivo australiano.

## Biografia

### Carriera agonistica
A livello Juniores si fa notare per le due semifinali consecutive raggiunte nel Torneo di Wimbledon, nel 1975 e 1976, e le due vittorie agli Australian Open nel 1975 e 1977.
Fa il suo esordio in uno Slam agli Australian Open 1976 e raggiunge i quarti di finale prima di venire eliminato dalla testa di serie numero uno, Ken Rosewall. Questa prestazione rimane tuttavia la migliore nella sua carriera negli Slam. Nel doppio invece si è avventurato per due volte fino alle semifinali, sempre agli Australian Open, nel 1988 e 1989. In singolare ha vinto un totale di due titoli Atp e sette nel doppio.
Termina la sua carriera agonistica con la partecipazione al torneo di doppio degli Australian Open nel 1991.

### Dopo il ritiro
Dopo la carriera da tennista rimane nel mondo del tennis come dirigente all'interno dell'ATP. Dal 1993 al 1999 è uno dei membri del consiglio dei giocatori, successivamente ricopre vari ruoli tra cui quello di direttore delle ATP World Tour Finals. Il 1º gennaio 2012 è stato promosso a presidente esecutivo dell'ATP per un periodo di tre anni, sostituendo Adam Helfant.
Il 15 gennaio 2013 annuncia di aver contratto la sclerosi laterale amiotrofica che lo costringerà, dopo un periodo di transizione durante il quale l'ATP si impegnerà a cercare un sostituto, ad abbandonare la carica di presidente. Muore il 3 maggio dello stesso anno all'età di 54 anni a seguito del rapido avanzamento della malattia.

### Trofeo delle ATP Finals
Nel 2013, anno della sua morte, l'ATP ha deciso di onorare la memoria di Brad Drewett dedicandogli il nome del trofeo delle ATP World Tour Finals (oggi ATP Finals), intitolandolo appunto The Brad Drewett Trophy.

## Statistiche

### Singolare

#### Vittorie (2)
| Legenda                           |
| Grande Slam (0)                   |
| Tennis Masters Cup (0)            |
| Masters Series (0)                |
| ATP International Series Gold (0) |
| ATP International Series (2)      |

| Numero | Data             | Torneo                          | Superficie  | Avversario in finale | Punteggio     |
| 1.     | 28 febbraio 1982 | Cairo Open, Il Cairo            | Cemento     | Claudio Panatta      | 6-3, 6-3      |
| 2.     | 31 luglio 1983   | South Orange Open, South Orange | Terra rossa | John Alexander       | 4–6, 6–4, 7–6 |

### Doppio

#### Vittorie (7)
| Numero | Data             | Torneo                                     | Superficie  | Compagno        | Avversari in finale                 | Punteggio     |
| 1.     | 12 luglio 1981   | Hall of Fame Tennis Championships, Newport | Erba        | Erik Van Dillen | Kevin Curren Billy Martin           | 6-2, 6-4      |
| 2.     | 21 agosto 1983   | Stowe Open, Stowe                          | Cemento     | Kim Warwick     | Fritz Buehning Tom Gullikson        | 4-6, 7-5, 6-2 |
| 3.     | 13 ottobre 1985  | Brisbane International, Brisbane           | Sintetico   | Marty Davis     | Bud Schultz Ben Testerman           | 6-2, 6-2      |
| 4.     | 27 ottobre 1985  | Melbourne Indoor, Melbourne                | Sintetico   | Matt Mitchell   | David Dowlen Nduka Odizor           | 4–6, 7–6, 6–4 |
| 5.     | 24 novembre 1985 | Hong Kong Open, Hong Kong                  | Cemento     | Kim Warwick     | Jakob Hlasek Tomáš Šmíd             | 3–6, 6–4, 6–2 |
| 6.     | 1º febbraio 1987 | New South Wales Open, Sydney               | Erba        | Mark Edmondson  | Peter Doohan Laurie Warder          | 6-4, 4-6, 6-2 |
| 7.     | 15 febbraio 1988 | Grand Prix de Tennis de Lyon, Lione        | Cemento (i) | Broderick Dyke  | Michael Mortensen Blaine Willenborg | 3-6, 6-3, 6-4 |